# 亚比亚他
亚比亚他（希伯來語：‎），大卫王统治时期的犹太教大祭司。
根据圣经记载，亚比亚他是大祭司亚希米勒（Achimelech）的儿子，挪伯（Nob）祭司，以利的第四代后裔。当他的父亲和挪伯的众祭司被扫罗杀害时，他是唯一逃脱扫罗屠杀的祭司，手里拿着他的以弗得（ephod），逃到大卫所在的基伊拉（Keilah）。当大卫继承犹大王位时，任命亚比亚他担任大祭司和谋士。他对大卫帮助极大，尤其是在押沙龙叛乱时。在列王纪上4章4节，撒督和亚比亚他一同作所罗门的大祭司。但是在列王纪上1章，表明亚比亚他是亚多尼雅的支持者，在2章22、26节，又记述所罗门因为他支持亚多尼雅而将其放逐。  
| 前任者： 亚希米勒 | 以色列大祭司 | 繼任者： 撒督 |